# Sciurotamias davidianus
Sciurotamias davidianus е вид бозайник от семейство Катерицови (Sciuridae).

## Разпространение и местообитание
Видът е ендемичен за Китай, където се среща широко в скалисти местообитания в източните и централните части на страната.